# Бребия
Брѐбия (на италиански и на ломбардски: Brebbia) е малко градче и община в Северна Италия, провинция Варезе, регион Ломбардия. Разположено е на 225 m надморска височина. Населението на общината е 3257 души (към 2017 г.).